# Karin Lindén
Karin Elisabet Lindén, född Lindberg den 6 oktober 1929 i Nederkalix församling, död 2 december 2020 i Nikolai distrikt i Örebro, var en svensk gymnast och senare högskoleadjunkt. Hon blev olympisk guldmedaljör i Helsingfors 1952.

## Biografi
Karin Lindén är som olympier känd under sitt flicknamn Lindberg och föddes i Kalix men växte upp i Stockholm.
Hon deltog i tävlingarna i artistisk gymnastik både vid OS 1948, 1952 och 1956. Vid OS 1952 tog hon OS-guld i gruppfristående, medan hon erövrade OS-silver i samma disciplin vid tävlingarna 1956. I OS 1948, då guld bara delades ut i lag sammanlagt, var Lindén bäst i hopp.
I gymnastik-VM 1950 vann hon guld i lag samt i gruppfristående (även kallat gruppgymnastik med handredskap). Dessutom vann hon VM-brons 1954, även då i samma gren.
Utöver de internationella framgångarna vann Lindén sex SM-guld i 8-kamp och lag. Hon vann SM-guld sammanlagt både 1952 och 1953, vid båda tillfällen enligt den internationella formen av tävlande.
1952 utsågs Karin Lindén till Årets idrottskvinna.
Lindén var gift med Erik Lindén (död 1977) och var under 17 år ledare av radions morgongymnastik i programmet Morgonpasset. Hon tjänstgjorde som adjunkt vid GIH vid Örebro högskola och var åren 1983–91 ordförande i Örebro läns gymnastikförbund.

## Klubbhistorik
Under sin aktiva karriär som gymnast tävlade Karin Lindén för flera olika gymnastikföreningar:
- 1948 – GF Stockholmsflickorna, Stockholm
- 1952 – Arbetarnas GF, Örebro
- 1956 – Stockholms Studenters IF

## Meriter
Nedan listas Lindéns samtliga resultat vid olympiska spel:

### OS 1948
- 4:a – mångkamp, lag

### OS 1952
- – Gruppgymnastik med handredskap[a]
- 4:a – Mångkamp, lag
- 17:e – Mångkamp, individuellt
- 16:e – Fristående
- 7:a – Hopp
- 25:e – Barr
- 29:e – Bom

### OS 1956
- – Gruppgymnastik med handredskap
- 8:a Mångkamp, lag
- 48:e – Mångkamp, individuellt
- 38:e – Fristående
- 23:e – Hopp
- 54:e – Barr
- 46:e – Bom